# Aberfoyle
Aberfoyle es una localidad situada en el concejo de Stirling, en Escocia (Reino Unido), con una población estimada a mediados de 2016 de 830 habitantes.
Se encuentra ubicada en la zona centro de Escocia, al noreste de Glasgow y al noroeste de Edimburgo.